# Île Paton
L'île Paton est une petite île de l'archipel d'Hochelaga, sur la rivière des Prairies, au Québec. Elle appartient à la municipalité de Laval, et fait partie du secteur résidentiel de L'Abord-à-Plouffe dans le quartier Chomedey.

## Géographie
L'île Paton s'étend sur environ 700 m de longueur et 500 m de largeur ; elle se situe à mi-chemin entre le pont Lachapelle et le pont Louis-Bisson (autoroute 13), reliant l'île Jésus à l'île de Montréal. L'île Jésus est occupée dans toute sa superficie par la ville de Laval. L'île Paton est par ailleurs reliée par deux petits ponts à l'île Jésus et à l'île Du Tremblay. On y trouve des immeubles résidentiels de luxe, deux parcs et un petit bois.

## Histoire
L'île  se situe dans le territoire de l'ancienne paroisse de Saint-Martin fondée en 1774. Ultérieurement elle se retrouve sous la juridiction du village de L'Abord-à-Plouffe (1915), et successivement en la ville de L'Abord-à-Plouffe (1947), ville de Chomedey (1961, à la suite de la fusion de l'Abord-à-Plouffe, Saint-Martin et Renaud), et finalement ville de Laval (1965, avec la fusion des 14 municipalités de l'île Jésus).
Vers la fin du XIXe siècle, l'île Paton avait une vocation agricole et était nommée l'île à Bourdeau.  En 1880, appartenant alors au cultivateur Arthur Brosseau, l'île de 60 arpents qui comptait pour toute construction une maison en bois et une grange, fut achetée  par un riche homme d'affaires d'origine écossaise, Hugh Paton, propriétaire de la Shedden Forwarding Company Ltd, une entreprise de transport ferroviaire. Paton transforme l'île en un domaine enchanteur, y faisant construire un pont (1886), ainsi qu'une luxueuse villa de 50 pièces, dotée d'un parc, d'une serre, d'écuries et d'un terrain de golf. Les lieux sont fréquentés par la riche bourgeoisie anglophone de Montréal. Hugh Paton y organise des parties de chasse à courre pour le Montreal Hunt Club. À la mort de Paton, en 1941, l'île, alors désignée tout simplement "The Island", est vendue à la société l'Île des Prairies.
De 1963 à 1967, l'île passa aux mains de la famille Du Tremblay, longtemps propriétaire du quotidien La Presse. Le toponyme d'île Paton ne fut officialisé que le 5 décembre 1968. 
La construction de résidences de luxe s'est effectuée à partir de 1972. Elles occupent maintenant tout le pourtour de l'île. Ces complexes résidentiels, au nombre de dix, sont Paton1, L'Héritage, Le Laurier, Le Versailles, Le Chantilly, Le Chambord, Le Bergelac, Domaine Paton, Manoir des Îles, Les Châteaux de l'Île. Le centre de l'île accueille un petit bois, un  parc public (la Halte de la Promenade-Paton), et un parc privé (Parc récréatif Paton) pourvu de courts de tennis et autres installations propres au jeu ou simplement au repos. Six quais sont ancrés à l'île Paton, permettant l'amarrage d'une soixantaine de yachts et autres embarcations de plaisance. Les résidents de l'île bénéficient d'une vue imprenable sur la rivière de Prairies et les chenaux environnants, sur le panorama de la ville de Montréal et le profil, au loin, du Mont Royal. L'île Paton demeure un milieu de vie calme, à l'abri de l'agitation urbaine.

## Galerie

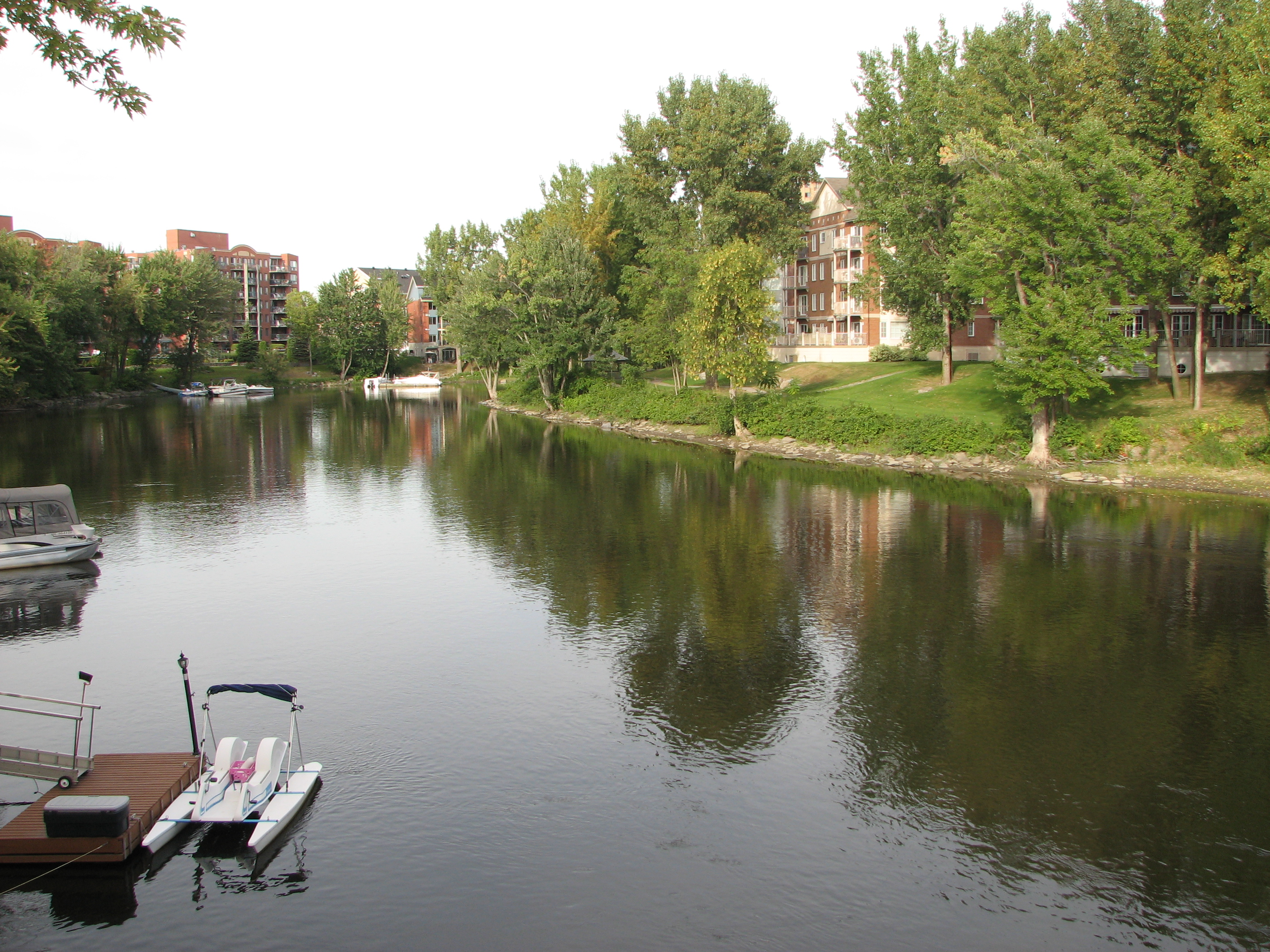
Rivage de l'île Paton, vu de l'île Du Tremblay
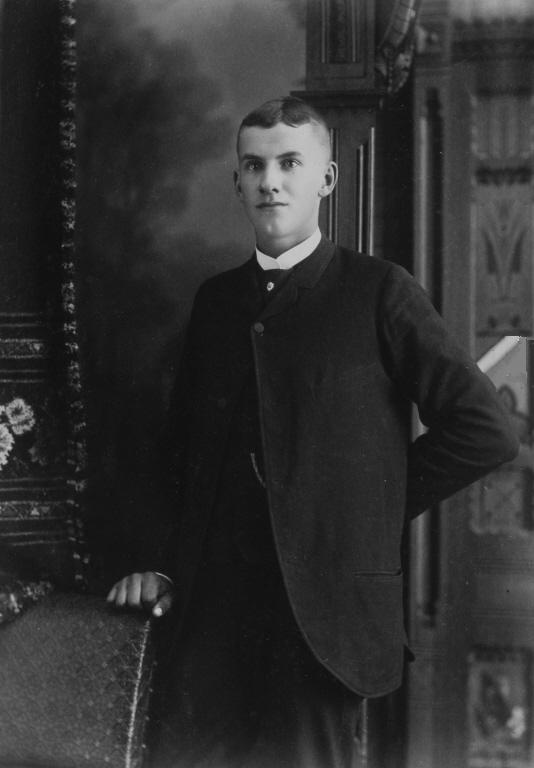
Hugh Paton
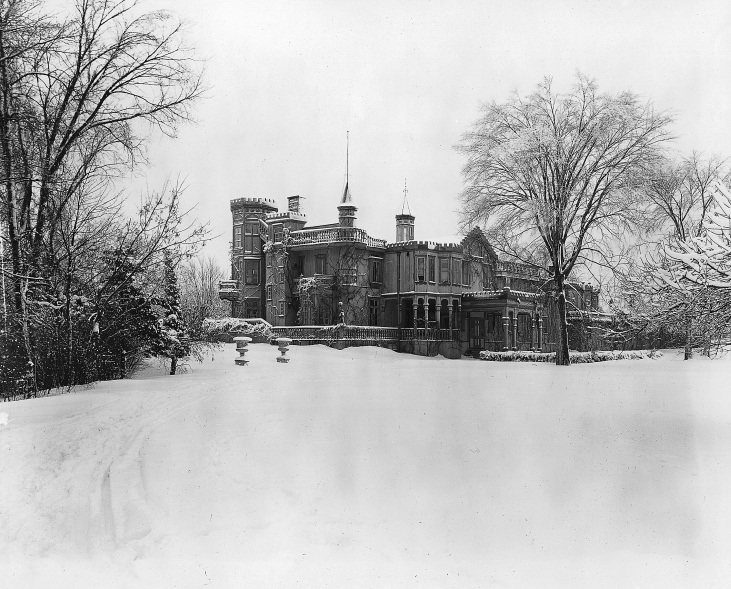
Villa de Hugh Paton